# Vrtojba
Vrtojba (en italiano: Vertoiba) es una localidad eslovena del municipio de Šempeter-Vrtojba, en la región de Gorizia.

## Historia
La localidad de Vrtojba fue mencionada por primera vez en el siglo XIII como Toyfa, Toyua o Tojva. Su población se incrementó entre los siglos XVI y XVII debido a las guerras otomanas en Europa. La industrialización de Nova Gorica después de la Segunda Guerra Mundial hizo que muchos trabajadores se asentaran en la ciudad, contribuyendo a su expansión.